# كليمنت مارشان
كليمنت مارشان هو صحفي وكاتب وشاعر كندي، ولد في 13 سبتمبر 1912 في سان جنفياف دو باتيسكون ‏ في كندا، وتوفي في 22 أبريل 2013 في تروا ريفيير في كندا.